# Hans-Erich von Schroeter
Hans-Erich Paul Sigismund von Schroeter (* 22. Juni 1891 in Pleß; † 19. Juni 1947 in Arnum) war ein deutscher Generalmajor im Zweiten Weltkrieg, der vom 22. April 1942 bis zum 25. Juli 1944 für die Verteidigung Breslaus zuständig war. Er musste nach dem Attentat vom 20. Juli 1944 sein Kommando abgeben.

## Leben
Hans-Erich war ein Sohn des Polizeipräsidenten Heinrich von Schroeter und dessen Ehefrau Maria, geborene Walter. Nach seinem Abitur trat er am 7. Januar 1909 in die Preußische Armee ein und wurde mit Abschluss der Kriegsschule zum Leutnant befördert. Er wurde als Eskadronoffizier im 1. Leib-Husaren-Regiment Nr. 1 verwendet und nahm nach dem Beginn des Ersten Weltkriegs zunächst an den Kämpfen an der Westfront und ab Herbst 1914 an der Ostfront teil. Am 18. Dezember 1915 wurde Schroeter zum Oberleutnant befördert und während des Krieges mit beiden Klassen des Eisernen Kreuzes ausgezeichnet.
Nach dem Krieg wurde er als Oberleutnant in die Reichswehr übernommen und avancierte 1922 zum Rittmeister. Schroeter heiratete am 26. September 1922 Gerda von Meßling. 1930 wurde er nach Frankfurt (Oder) versetzt, wo er zum Major befördert wurde. Bei der Erweiterung der Reichswehr zur Wehrmacht wurde er zum Oberstleutnant befördert. Mitte August 1937 wurde er Adjutant beim Generalkommando des I. Armeekorps in Königsberg. Am 1. Oktober 1938 wurde er zum Oberst befördert, am 1. Januar 1939 wurde er in der gleichen Position nach Wien versetzt.
Bei der Mobilmachung anlässlich des Zweiten Weltkriegs wurde Schroeter im Sommer 1939 an die Westfront versetzt. Zum Ende des Frühjahrs 1940 führte er das Infanterieregiment 482 dann im Divisionsverband in den Westfeldzug. Ab September 1940 wurde sein Regiment zur Besetzung Polens eingesetzt. Zum Sommerbeginn 1941 führte er sein Infanterieregiment im Ostfeldzug beim Angriff auf Südrussland. Am 24. Dezember 1941 wurde ihm das Deutsche Kreuz in Gold verliehen. Zum 1. Januar 1942 wurde er zum Generalmajor befördert und am 22. April 1942 als Nachfolger von Generalleutnant Friedrich von Amann zum Kommandanten von Breslau ernannt. Nach den Ereignissen während des Attentats vom 20. Juli 1944 auf Adolf Hitler musste er am 25. Juli 1944 sein Kommando abgeben. Er wurde auf Anordnung von Heinrich Himmler und Gauleiter Karl Hanke verhaftet und zur Festung Germersheim gebracht.